# 蕭海
蕭海（1477年—？年），字子委，南直隶扬州府江都縣人，锦衣卫官籍。明朝政治人物。

## 生平
治《詩經》，行一，由國子生中式弘治十一年（1498年）戊午科順天府鄉試舉人，年三十二歲中式正德三年（1508年）戊辰科會試第八十九名，第三甲第一百四名進士。四年五月授都察院理刑进士，冬十月授江西道試御史，五年三月官员考察中，以短于激扬，历练未纯，改任刑部主事，历升郎中，十一年十月勘查凤阳皇陵太监郭旺、监丞秦宗殴死中卫指挥霍璋一案，後被弹劾去职。

## 家族
曾祖蕭福成。祖父蕭志。父蕭韶。母車氏。具庆下，弟江。